# Roscia theatralis
La lex Roscia theatralis va ser una antiga llei romana proposada pel tribú de la plebs Luci Rosci Otó quan eren cònsols Gai Calpurni Pisó i Mani Acili Glabrió III l'any 67 aC. Establia que el seient pels membres de l'ordre eqüestre que tinguessin més de 40.000 asos de patrimoni, havien de ser alguns dels situats a les primeres 14 graderies del teatre, properes als senadors. També s'assignaven els seients pels que no arribaven a aquest patrimoni. Aquesta llei no va agradar al poble i va produir alguns disturbis durant el consolat de Ciceró l'any 63 aC.